# Malimpia
Malimpia ist eine Ortschaft und eine Parroquia rural („ländliches Kirchspiel“) im Kanton Quinindé der ecuadorianischen Provinz Esmeraldas. Die Parroquia besitzt eine Fläche von 1169 km². Die Einwohnerzahl lag im Jahr 2010 bei 17.772.

## Lage
Malimpia liegt im Tiefland von Nordwest-Ecuador. Die Ortschaft liegt am rechten Flussufer des Río Blanco 10 km nordnordöstlich von Rosa Zárate, dem Sitz der Kantonsverwaltung.
Die Quellflüsse des Río Esmeraldas, Río Blanco und Río Guayllabamba, treffen in der Parroquia nördlich von Malimpia aufeinander.
Die Parroquia Malimpia grenzt im Norden an die Parroquias Chura, Majua und Chumundé (Kanton Rioverde), im Osten an die Parroquias Santo Domingo de Ónzole und Telembi (beide im Kanton Eloy Alfaro), im Südosten an die Parroquia García Moreno im Kanton Cotacachi der Provinz Imbabura sowie im Süden und im Westen an die Parroquia Rosa Zárate.